# حادثه در لخ‌نس
حادثه در لخ‌نس (انگلیسی: Incident at Loch Ness) فیلمی به کارگردانی زک پن و ورنر هرتسوک است که در سال ۲۰۰۴ منتشر شد. از بازیگران آن می‌توان به ورنر هرتسوک، کریسپین گلاور، زک پن، جان بیلی، و کیتانا باکر اشاره کرد.